# Earl Clark
Earl Rashad Clark (Plainfield, Nueva Jersey, 17 de junio de 1988) es un jugador de baloncesto estadounidense que pertenece a la plantilla de los Hsinchu Lioneers de la P. League+. Con 2,08 metros de altura, juega en las posiciones de alero o ala-pívot.

## Trayectoria deportiva

### Universidad
Jugó durante tres temporadas con los Cardinals de la Universidad de Louisville, en las que promedió 10,6 puntos y 7,0 rebotes por partido. Tras una primera temporada de toma de contacto, en su año sophomore se hizo con un hueco en el quinteto inicial, consiguiendo a lo largo de la temporada 10 dobles-dobles, consiguiendo su mejor marca anotadora ante Marshall, con 23 puntos, a los que añadió 5 rebotes y 2 tapones.
En la que iba a ser su última temporada en la NCAA, fue elegido en el tercer mejor equipo de la Big East Conference y en el mejor equipo del torneo de la conferencia, tras promediar 18,0 puntos, 9,0 rebotes y 4,6 asistencias el los tres partidos que disputó del mismo. Al término de la temporada, se declaró elegible para el draft de la NBA.

### Estadísticas
| Temporada | Equipo     | PJ  | PTS  | REB | AST | ROB | TAP | %TC  | %3P  | %TL  | MIN  | PER |
| --------- | ---------- | --- | ---- | --- | --- | --- | --- | ---- | ---- | ---- | ---- | --- |
| 2006-07   | Louisville | 32  | 5.9  | 3.8 | 0.4 | 0.7 | 0.4 | .480 | .370 | .597 | 16.0 | 0.8 |
| 2007-08   | Louisville | 35  | 11.1 | 8.1 | 1.4 | 1.0 | 1.7 | .476 | .227 | .654 | 28.5 | 2.3 |
| 2008-09   | Louisville | 37  | 14.2 | 8.7 | 3.2 | 1.0 | 1.4 | .457 | .326 | .647 | 34.3 | 3.2 |
| Total     | Total      | 104 | 10.6 | 7.0 | 1.7 | 0.9 | 1.2 | .470 | .306 | .634 | 26.2 | 2.1 |

### Profesional
Fue elegido en la decimocuarta posición del Draft de la NBA de 2009 por los Phoenix Suns, donde jugó una temporada como suplente, en la que promedió 2,7 puntos y 1,2 rebotes por partido, jugando también algunos partidos en los Iowa Energy de la NBA D-League.
En diciembre de 2010, fue traspasado junto con Jason Richardson y Hedo Türkoğlu a Orlando Magic a cambio de Vince Carter, Marcin Gortat, Mickaël Piétrus, una futura ronda del draft y 3 millones de dólares. En agosto de 2012, formó parte del traspaso que envió a Dwight Howard a Los Angeles Lakers, donde permaneció una temporada en la que promedió 7,3 puntos por partido. 
El 12 de julio de 2013, Clark firmó un acuerdo para jugar con los Cleveland Cavaliers. El 20 de febrero de 2014, Clark fue traspasado a los Philadelphia 76ers, junto con Henry Sims y una futura elección de segunda ronda del draft a cambio de Spencer Hawes. Clark fue liberado al día siguiente.
El 27 de febrero de 2014, firmó un contrato de diez días con los New York Knicks. El 10 de marzo de 2014, firmó otro contrato de diez días con los Knicks, pero tras finalizar el contrato no pudo hacerse con un acuerdo por el resto de la temporada.
El 25 de septiembre de 2014, firmó un acuerdo para jugar con los Memphis Grizzlies, pero fue liberado el 22 de octubre, siendo reclamado como agente libre por los Houston Rockets el 24 de ese mes. El 27 de octubre de 2014, fue liberado por los Rockets, a un día del comienzo de la temporada 2013-14 de la NBA.
El 31 de octubre de 2014, fue adquirido por los Iowa Energy de la NBA Development League, pero fue traspasado a los Rio Grande Valley Vipers al día siguiente.
El 10 de diciembre de 2014, firmó por lo Shandong Golden Stars de la Chinese Basketball Association. El 19 encuentros promedió 26,7 puntos y 10,3 rebotes por encuentro.
El 27 de marzo de 2015, firma un contrato de 10 días con Brooklyn Nets, firmando el 6 de abril un contrato multianual, pero siendo cortado el 10 de agosto tras 12 encuentros con los Nets.
Pasó a la G League, donde en la temporada 2015-16 defendió los intereses de los Bakersfield Jam, con 20,2 puntos y 8 rebotes, y después en los Delaware 87ers, con 15,2 puntos y 7,4 rebotes. 
Terminada la temporada se fue a China, en mayo de 2016, para jugar la NBL con los Henan Shedian Laojiu, donde promedió 31,1 puntos y 12,8 rebotes por encuentro.
En agosto de 2016, llegó a Europa tras llegar a un acuerdo con el Besiktas turco. Tras una buena temporada, en julio de 2017, renueva con el equipo de Turquía.
El 16 de junio de 2018 se anunció su fichaje por el KK Budućnost Podgorica de Montenegro por una temporada.
En la temporada 2019-20, juega en las filas del San Pablo Burgos de la liga ACB. Allí se convierte en una de las estrellas del equipo esa temporada al promediar 12,2 puntos y 5,9 rebotes por encuentro. Debido a la pandemia COVID-19 regresa a Estados Unidos para estar con su familia, y el 15 de mayo de 2020 deciden rescindir el contrato de mutuo acuerdo.
En diciembre de 2020, abandona el Anyang KGC de la Liga de baloncesto de Corea con el que debutó en junio, y regresa a España para jugar en las filas del Herbalife Gran Canaria de la liga ACB, hasta el final de la temporada 2020-21.
El 31 de diciembre de 2021, firma por los Sioux Falls Skyforce de la NBA G League, pero es cortado el 21 de enero de 2022 sin llegar a debutar.
En agosto de 2022, se marcha a Filipinas a jugar en los NLEX Road Warriors de la Philippine Basketball Association.
El 4 de febrero de 2023, firma con Gigantes de Carolina de la Baloncesto Superior Nacional de Puerto Rico.
En octubre de 2023 se va a Taiwán y firma por los Hsinchu Lioneers de la P. League+.

## Estadísticas de su carrera en la NBA

### Temporada regular
| Año     | Equipo      | PJ  | PT | MPP  | %TC  | %3P  | %TL  | RPP | APP | ROB | TPP | PPP |
| ------- | ----------- | --- | -- | ---- | ---- | ---- | ---- | --- | --- | --- | --- | --- |
| 2009-10 | Phoenix     | 51  | 0  | 7.5  | .371 | .400 | .722 | 1.2 | .4  | .1  | .3  | 2.7 |
| 2010-11 | Phoenix     | 9   | 0  | 8.0  | .387 | .000 | .500 | 1.9 | .4  | .1  | .3  | 3.2 |
| 2010-11 | Orlando     | 33  | 0  | 11.9 | .441 | .000 | .595 | 2.5 | .2  | .2  | .5  | 4.1 |
| 2011-12 | Orlando     | 45  | 1  | 12.4 | .367 | .000 | .724 | 2.8 | .4  | .3  | .7  | 2.7 |
| 2012-13 | L.A. Lakers | 59  | 36 | 23.1 | .440 | .337 | .697 | 5.5 | 1.1 | .6  | .7  | 7.3 |
| 2013-14 | Cleveland   | 45  | 17 | 15.5 | .375 | .345 | .583 | 2.8 | .4  | .4  | .4  | 5.2 |
| 2013-14 | New York    | 9   | 0  | 7.8  | .333 | .167 | .800 | 1.8 | .2  | .1  | .7  | 2.6 |
| 2014-15 | Brooklyn    | 10  | 0  | 9.3  | .367 | .286 | .250 | 2.3 | .3  | .3  | .4  | 2.7 |
| Total   | Total       | 261 | 54 | 13.9 | .403 | .328 | .664 | 3.0 | .5  | .3  | .5  | 4.4 |

### Playoffs
| Año   | Equipo      | PJ | PT | MPP  | %TC  | %3P  | %TL   | RPP | APP | ROB | TPP | PPP |
| ----- | ----------- | -- | -- | ---- | ---- | ---- | ----- | --- | --- | --- | --- | --- |
| 2010  | Phoenix     | 3  | 0  | 4.0  | .333 | .000 | 1.000 | .7  | .3  | .3  | .0  | 1.3 |
| 2011  | Orlando     | 1  | 0  | 6.0  | .333 | .000 | .000  | 4.0 | 1.0 | 1.0 | 1.0 | 2.0 |
| 2012  | Orlando     | 5  | 0  | 17.6 | .444 | .000 | .571  | 6.6 | .2  | .4  | 1.0 | 4.0 |
| 2013  | L.A. Lakers | 4  | 1  | 20.5 | .368 | .000 | .000  | 3.0 | .5  | .3  | .3  | 3.5 |
| 2015  | Brooklyn    | 2  | 0  | 6.5  | .200 | .667 | .000  | 1.0 | .0  | .5  | .0  | 3.0 |
| Total | Total       | 15 | 1  | 13.5 | .358 | .286 | .667  | 3.5 | .3  | .4  | .5  | 3.1 |